# Sint Jansbrug (Amsterdam)
Sint Jansbrug is een vaste brug in Amsterdam-Centrum in het gebied De Wallen.

## Brug
Ze overspant de Oudezijds Voorburgwal en vormt daarbij de verbinding tussen de Sint Jansstraat en de Stoofsteeg. De brug wordt omringd door gemeentelijke en rijksmonumenten behalve aan de westkade van de Oudezijds, waar veel van de oorspronkelijke bebouwing is vervangen door (relatieve) nieuwbouw. De brug werd overigens per oktober 1995 zelf tot gemeentelijk monument verklaard.
Hier ligt al eeuwen een brug. Op de geschilderde kaart uit 1538 van Cornelis Anthonisz. is hier al een brug te zien. De moderne geschiedenis van de brug begint al in 1832. Op 9 mei van dat jaar besteedde de gemeente Amsterdam de vervanging inclusief leverantie en arbeidslonen aan van de houten brug (no. 205) liggende over den Oudezijds Voorburgwal, voor de St. Jansstraat, alsmede ook van de inmiddels afgebroken brug 131, toen nog een brug over de Anjeliersgracht ter hoogte van de Tweede Anjeliersdwarsstraat. Architect van die brug was destijds Jan de Greef, directeur van Stads Werken en Gebouwen.  Die houten brug, toen al alleen voor voetgangers, werd in 1867 vervangen door een ijzeren exemplaar. Die nieuwe brug, stammend uit rond 1867 en die er ook nog in 2017 ligt, heeft een ijzeren overspanning met daarop houten planken afgezet met typisch 19e-eeuwse balustrades. Opvallend aan de brug zijn de metalen spanten die de overspanning dragen. In de late 19e eeuw kwam fotograaf Pieter Oosterhuis langs bij de brug en legde haar vast.
Begin 20e eeuw keurde men (ook vanuit de gemeente) dergelijke bruggen geen blik waardig, waardoor zulke bruggen grotendeels uit het stadsbeeld zijn verdwenen. Deze voetbrug heeft de vernieuwingsdrang weten te overleven, wellicht doordat zij niet aangepast hoefde te worden aan het toenemende verkeer; ze is in de loop der jaren alleen toegankelijk gemaakt voor voetgangers. 
De naam is waarschijnlijk afkomstig van een beeldje van de apostel Johannes dat aan een gevel op een van de straathoeken heeft gezeten. Een andere naam voor deze brug was de Bierkaaibrug, omdat de even zijde van de Oudezijds Voorburgwal op deze hoogte de Bierkaai genoemd werd.

## Renovatie
Op 7 september 2023 is de brug met onmiddellijke ingang afgesloten door de verroeste staat van de brug met kans op instorten. De brug wordt elders opgeknapt. In 2023-2025 wordt de brug gerenoveerd. Er werd groot onderhoud gepleegd, werkzaamheden bestonden uit onder meer vernieuwen van de verflaag, herstel of vervangen onderdelen en vernieuwing van het brugdek. Om deze werkzaamheden te kunnen verrichten werd de brug van de brughoofden gelicht en naar een werkplaats gereden/verscheept. Doordat de schade en daarmee het benodigde onderhoud veel uitgebreider was dan aanvankelijk ingeschat, is de terugplaatsing uitgesteld tot eind 2025.
De renovatie maakte deel uit van een pakket van vijf bruggen: Auke Bijlsmabrug, Diamantbewerkersbrug, Melkmeisjesbrug en Brug 130 (Trapjesbrug) waarvan die laatste drie ook een monumentstatus hebben.. Tijdens de reparatie elders stonden de landhoofden er beschadigd bij.

## Afbeeldingen

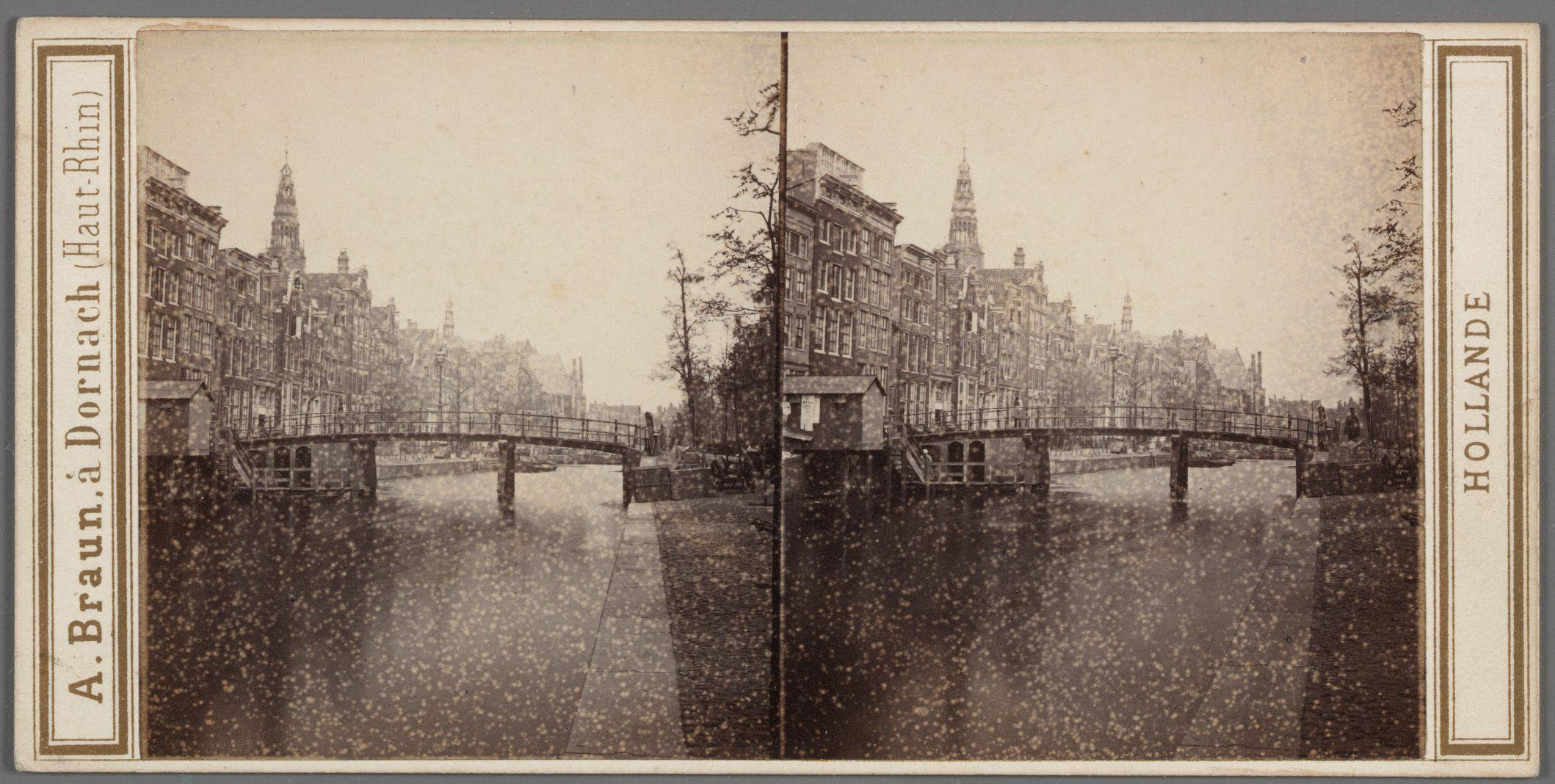
De brug uit 1832
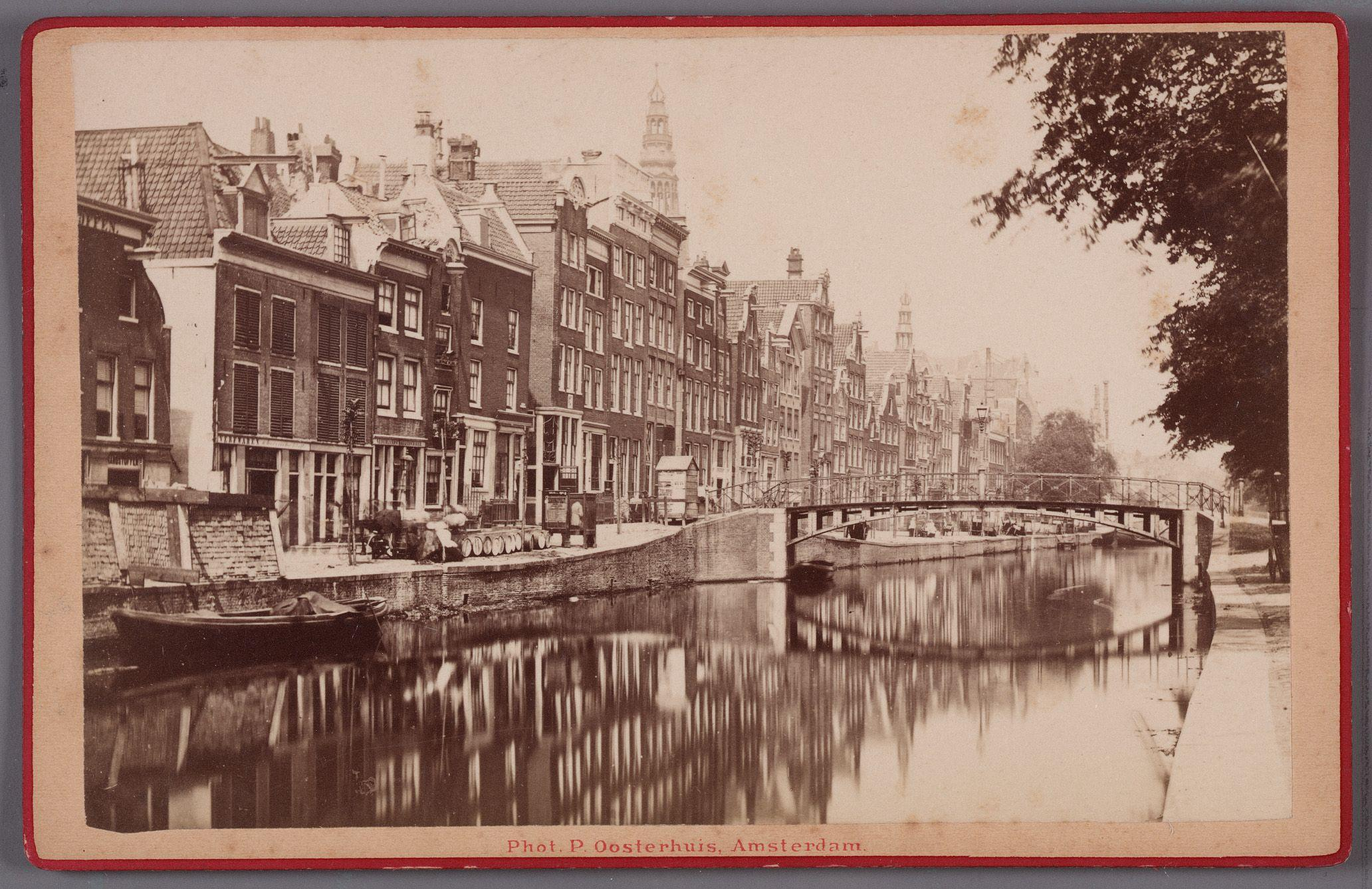
De brug vastgelegd door Oosterhuis
De brug in 1930
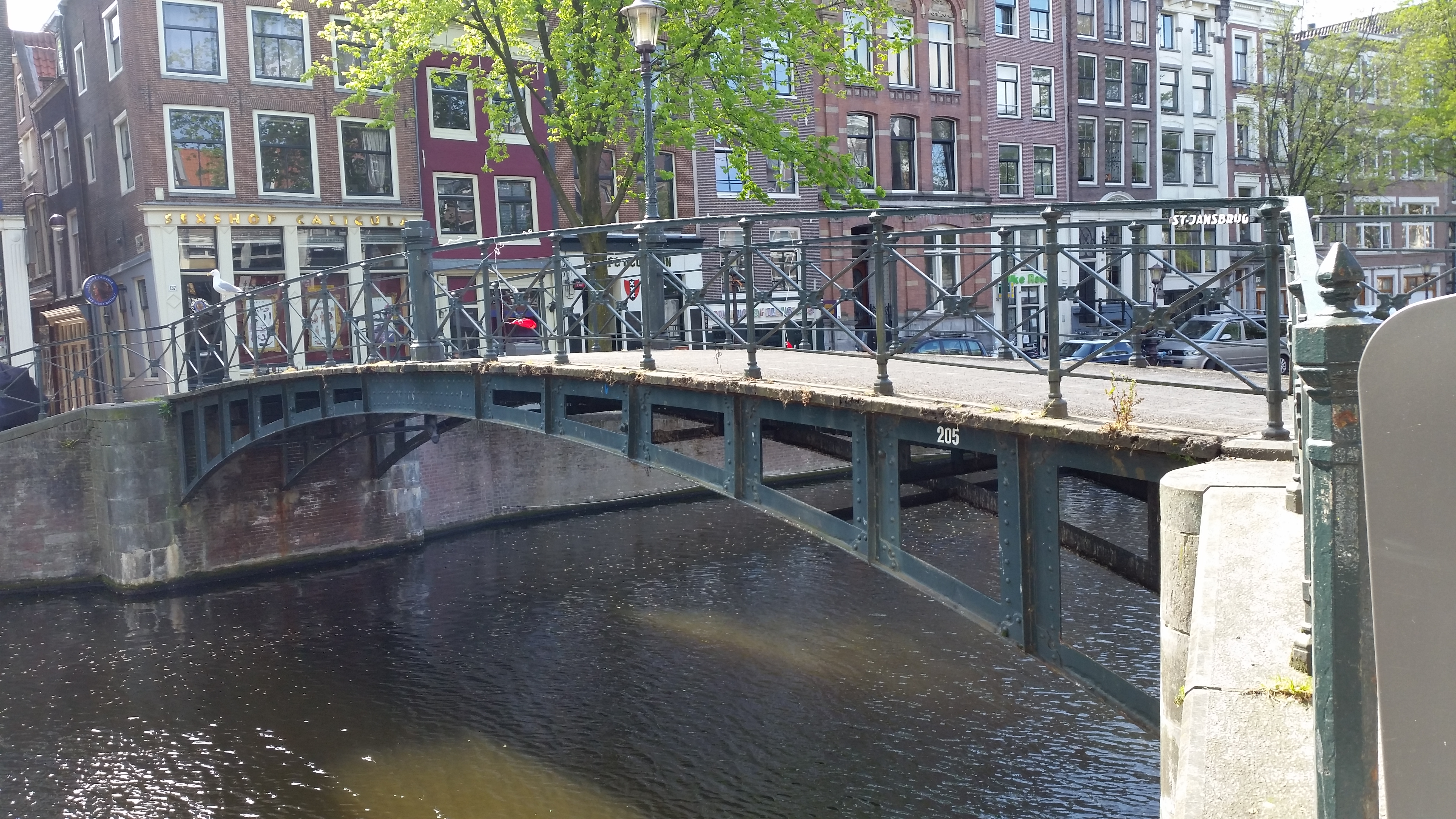
Sint-Jansbrug met nummer, naam en lantaarn (mei 2020)
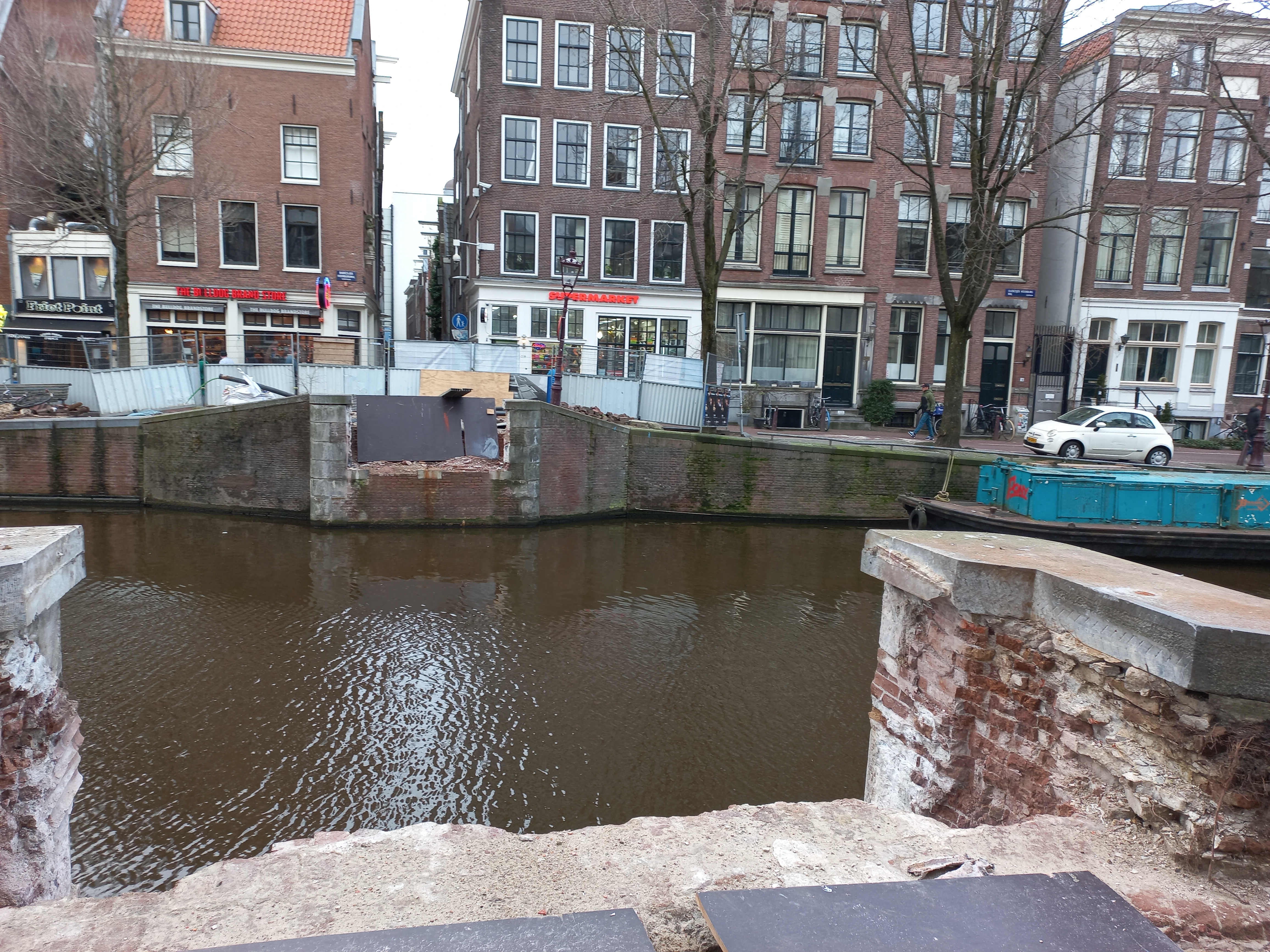
Geen Sint Jansbrug (februari 2024)

<<< · 200 · 201 · 202 · 203 · 204 · 205 · 206 · 207 · 208 · 209 ·  210 · 211 · 212 · 213 · 214 · 215 · 216 · 217 · 218 · 220 · 221 · 222 · 223 · 224 · 225 · 226 · 227 · 228 · 228P · 229 · 230 · 231 · 232 · 233 · 234 · 235 · 236 · 237 · 238 · 239 ·  240 · 241 · 242 · 243 · 244 · 245 · 246 · 247 · 248 · 249 ·  250 · 251 · 252 · 253 · 254 · 255 · 256 · 257 · 258 · 259 · 260 · 261 · 262 · 263 · 264 · 265 · 266 · 267 · 270 · 271 · 272 · 273 · 274 · 275 · 277 · 278 · 279 · 280 · 281 · 283 · 285 · 286 · 287 · 288 · 289 · 290 · 291 · 292 · 293 · 295 · 296 · 297 · 298 · 299 · >>>
Brugnummers 219, 268, 269, 276, 282, 284, 294 zijn niet (meer) in omloop.